# Дачу-Борзой
Дачу-Борзой (рос. Дачу-Борзой) — село у Шатойському районі Чечні Російської Федерації.
Населення становить 2043 особи. Входить до складу муніципального утворення Дачу-Борзойське сільське поселення.

## Історія
Згідно із законом від 20 лютого 2009 року органом місцевого самоврядування є Дачу-Борзойське сільське поселення.

## Населення
| 1990  | 2002  | 2010  | 2012  | 2013  | 2014  | 2015  |
| ----- | ----- | ----- | ----- | ----- | ----- | ----- |
| 1461  | ↗1540 | ↗1791 | ↗1829 | ↗1839 | ↗1840 | ↗1876 |
| 2016  | 2017  | 2018  | 2019  |       |       |       |
| ↗1914 | ↗1941 | ↗1999 | ↗2043 |       |       |       |